# Sul filo del rasoio (film 2022)
Sul filo del rasoio (Barba, Cabelo & Bigode) è un film del 2022 diretto da Rodrigo França e Leticia Prisco.

## Trama
Richardsson cerca di aiutare la sua famiglia in difficoltà e il salone di parrucchiera di sua madre, scoprendo di avere talento nel fare il barbiere.

## Distribuzione
Il film è stato distribuito sulla piattaforma Netflix a partire dal 28 luglio 2022.